# Ентезопатија
Ентезопатија општи је термин који се односи на поремећај који утиче на место везивања тетива, лигамената или другог меког ткива за кост. Ентезопатије обухватају широк спектар патологија које укључују повреде лигамента и тетива, које су релативно честе и могу бити почетни симптом озбиљнијег стања.
Да би се избегао висок морбидитет повезан са овим стањем, болест се мора што пре дијагностиковати и лечити. 

## Опште информације
Ентезе су места за повезивање костију тетива и лигамената. Ентезопатије се дефинишу као патологије које утичу на ентезе. Иако су донекле контроверзне, изгледа да постоје две главне класификације ентеза: 
1. .влакнасте (фиброзне) ентезе
2. .фиброхрскавичне ентезе

Разлика је у томе што се фиброзне ентезе убацују директно у периост, док фиброхрскавичне (фиброкартилагинозне) немају периост.
Анатомски, ентезе се обично налазе изван зглобне капсуле са изузецима, укључујући сакроилијакалне, стерноклавикуларне и дисталне интерфалангеалне зглобове. Ентезе имају две главне улоге: стабилност зглоба и трансдукцију механичких сила.
Јединствени аспект ентеза је такође релативни недостатак васкуларности.
Ентезитис, подскуп ентезопатије, је запаљење места за уметање тетива и лигамената на кости.  Повезан је са дифузним инфламаторним поремећајима као што су псоријатични артритис (ПсА) и спондилоартропатије (СпА).

## Епидемиологија
Преваленцу и инциденцу ентезопатија код дифузне инфламаторне болести тешко је проценити и израчунати с обзиром на разноврсну природу, презентације и етиологију ентезопатија. Пријављено је да је преваленција ентезитиса код пацијената са псоријатичним артритисом (ПсА) приближно 35%, док 10 до 60% пацијената којима је дијагностикован спондилоартропатија (СпА), има ентезитис.

## Етиологија
Ентезопатије се могу поделити у две широке категорије:
1. .понављајући механички стрес
2. .дифузни инфламаторни одговор.

Ентезопатије услед понављајућег механичког стреса могу се видети код уобичајених повреда повезаних са спортом, као што су латерални и медијални епикондилитис, и ентезопатија Ахила и рамена. 
Дифузни инфламаторни одговори који доводе до ентезопатија и ентезитиса имају тенденцију да утичу на више ентеза. Понављајућа локална микротраума омогућава урођеним имуним ћелијама да нападну локално подручје и изазову упалу изазвану хемокинима. Хемокини укључени у локални инфламаторни одговор укључују ЦКСЦЛ1, ЦЦЛ2, интерлеукин (ИЛ)-17, фактор некрозе тумора (ТНФ)-алфа и простагландин Е2 (ПГЕ2).

## Патофизиологија
Ентезопатије могу бити последица:
- губитка фибриларне структуре услед едема,
- минерализације, што доводи до калцификације и окоштавања,
- дифузне инфламаторне болести,
- измењене структуре колагених влакана која доводи до задебљања ентезе.

Међутим, саме ентезопатије могу довести и до других манифестација као што су ентезофити, који настају услед формирања нових костију као последица серонегативног псоријатичног артритис (ПсА), шећерне болести, локалне трауме и болести таложења калцијума и пирофосфата.  
Често је механички стрес почетни догађај који покреће каскаду и циклус упала која се понавља.Уобичајени примери ентезитиса механичког стреса укључују латерални епикондилитис и медијални епикондилитис лакта.
Ентезитис је чест налаз и код псоријатичног артритиса (ПсА) и код спондилоартропатије (СпА). Кључна разлика између ентезитиса изазваног механичким стресом и оног изазваног дифузним инфламаторним процесом, као што су ПсА и СпА је у томе што дифузни инфламаторни процеси имају тенденцију да утичу на више ентеза. За механички стрес, иако се теоретски сматра да је на нижем прагу, чини се да је стимулус и код локализованог ентезитиса услед понављајућег стреса и код дифузног ентезитиса услед инфламаторне болести.

## Дијагноза
Дијагноза укључује детаљну историју болести и физички преглед, у зависности од основне етиологије ентезопатије. За ентезопатије које су секундарне у односу на понављајућу употребу са малом вероватноћом основне инфламаторне болести, процена је првенствено путем физичког прегледа, са рендгенским снимањем по потреби. Рендгенски зраци се могу користити за процену коштане патологије и калцификација. Дијагностички ултразвук или магнетна резонанца могу се користити за визуелизацију меког ткива, укључујући и саму ентезу.
Процена ентезопатија секундарних дифузног инфламаторног одговора који доводи до ентезитиса може укључити комплетну крвну слику, ХЛА-Б27 процену серонегативног СпА, реуматоидног фактора, антинуклеарног антитела и других аутоимуних фактора који могу открити основни узрок. Поред тога, рендгенска снимања се могу примениити слично онима када се процењују ентезопатије услед понављајуће употребе.

## Терапија
Лечење ентезопатија зависи од основне етиологије. За ентезопатију изазвану прекомерном употребом, главни ослонац лечења су лед, одмор и нестероидни антиинфламаторни лекови (НСАИЛ) током 7-10 дана. Међутим, употреба НСАИл-а је донекле контроверзна у акутном периоду, јер могу инхибирати зарастање и тиме ослабити инфламаторни одговор.  
Додатне терапије за ентезопатије укључују физикалну терапију, ињекције глукокортикоида, локалну терапију нитратима и плазму богату тромбоцитима.
Одговарајућа физикална терапија смањује бол, повећава функцију и повећава активни обим покрета у широком спектру патологија, које укључују рамена, кук, лакт и Ахилову ентезопатију. Из перспективе биомеханике, различите вежбе положаја зглоба могу да обезбеде наизменичан стрес на тетиву, који стимулише зарастање након повреде.
Иако се рутински користе у клиничкој пракси, ињекције глукокортикоида су донекле контроверзне. Не постоје јасни докази који подржавају њихову употребу.  Штавише, глукокортикоиди који улазе у тетиву су тенотоксични и могу довести до даљих повреда.
Претпоставља се локални нитрати повећавају неоваскуларизацију, активност фибробласта и подстичу синтезу колагена. Студије показују обећавајуће резултате са локалним глицерил тринитратом  као добром додатном терапијом за хроничне тендинопатије као што су оне код екстензора зглоба, Ахилове тетиве, пателарне тетиве и ротаторне манжетне. Овај лек долази у облику фластера са дозама у распону од 0,72 мг/дан – 5 мг/дан за тендинопатије.
Иако се још увек истражују, обећавајуће студије су показале да плазма богата тромбоцитима (ПРП). може помоћи код вишеструких ентезопатија као што су глутеална тендинопатија и тендинопатија лакта.
За калцифициране ентезопатије може се користити техника која се зове барботажа. Под директном визуализацијом путем ултразвука или флуороскопије, у калцифициране лезије се више пута убризгава и аспирира, обично физиолошким раствором. Ово се показало ефикасним код латералне епикондилопатије и калцинозног тендонитиса ротаторне манжетне.
Ентезопатије узроковане дифузним инфламаторним обољењима могу се лечити антиреуматским лековима који модификују болест као што су метотрексат и хидроксихлорокин. Поред тога, биолошки лекови као што су ритуксимаб, етанерцепт и инфликсимаб могу се користити за специфично деловање на маркере запаљења како би се смањио укупни терет болести.

## Прогноза
Прогноза ентезопатија је генерално повољна, с обзиром на основну етиологију. Уз адекватан одмор и рехабилитацију, већина случајева ентезопатија ће се решити за 2-4 недеље.
Ентезопатије код дифузне инфламаторне болести могу довести до продуженог времена опоравка чије време зависи од тежине и етиологији основне болести.

## Компликације
Компликација ентезопатија су пуцање тетива или лигамента након њихове репетитивне употребе или код дифузних инфламаторних болести.